# هالی اسپرینگز (میسیسیپی)
هالی اسپرینگز (به انگلیسی: Holly Springs) شهری در ایالت میسیسیپی کشور ایالات متحده آمریکا است که جمعیت آن در سرشماری سال ۲۰۱۰ میلادی، ۷٬۶۹۹ نفر بوده‌است.